# Proposta di valore
La Proposta di valore (in inglese: value proposition) è una promessa di valore da consegnare e riconosciuta ed una convinzione da parte del cliente che verrà ricevuta.
La proposta di valore può essere applicata ad un'intera organizzazione o a parte di essa, ma anche a conti dei clienti, a prodotti e a servizi.
Creare una proposta di valore fa parte della strategia aziendale. 
Lo sviluppo di una proposta di valore è basato su una revisione ed un'analisi dei costi e dei benefici e del valore che un'organizzazione può dare ai suoi clienti, ai suoi potenziali clienti e ad altri gruppi all'interno o all'esterno dell'organizzazione. Nel panorama digitale e di comunicazione aziendale, la proposta di valore ricopre un ruolo fondamentale nella strutturazione di landing page.